# Pleuroarium studeri
Pleuroarium studeri är en mångfotingart. Pleuroarium studeri ingår i släktet Pleuroarium och familjen Chelodesmidae. Utöver nominatformen finns också underarten P. s. spectandum.